# メトロイドプライム トリロジー
『メトロイドプライム トリロジー』（METROID PRIME TRILOGY）は、Wii専用ゲームソフト。2009年8月24日にアメリカで発売され、ヨーロッパ、オーストラリアでも発売されているが、日本では未発売。

## 概要
メトロイドプライムシリーズ三部作を一つのソフトにまとめた作品で、『メトロイドプライム』、『メトロイドプライム2 ダークエコーズ』、『メトロイドプライム3 コラプション』の三つのゲームが収録されている。このうち『プライム』『プライム2』はゲームキューブで発売された作品だが、本作から数ヶ月前に日本で発売された『Wiiであそぶセレクション』版が収録されており、『プライム3』と同じくWiiリモコンとヌンチャクによる操作となる。
先述した通り、日本では未発売。ただし、本作が発売された地域では『Wiiであそぶセレクション』版の『プライム』『プライム2』自体が発売されていない。